# Kościół św. Jakuba Apostoła w Prusicach
Kościół świętego Jakuba Apostoła – rzymskokatolicki kościół parafialny należący do dekanatu Prusice archidiecezji wrocławskiej.
Świątynia była wzmiankowana w 1335 roku, natomiast obecna została zbudowana pod koniec XV wieku (lata 1491–1492) jako kościół ceglany. Budowla jest jednonawowa i posiada dwuprzęsłowe prezbiterium nakryte sklepieniem krzyżowo-żebrowym oraz przy fasadzie zachodniej wieżę na planie kwadratu. Do południowej ściany prezbiterium jest dobudowana kaplica grobowa hrabiego Hatzfelda, powstała w 2. połowie XVII wieku i nakryta dwuprzęsłowym sklepieniem kolebkowym, ozdobionym bogatą sztukaterią. Do wyposażenia wnętrza należą rzeźbiony ołtarz drewniany oraz kilkanaście nagrobków, z których najstarszy to bogato polichromowany całopostaciowy nagrobek Zygmunta Kurzbacha. Zygmunt zmarł w 1513 roku w Budzie (Ofen), ale zgodnie z jego życzeniem pochowano go w kościele w Prusicach. We wspomnianej wyżej kaplicy jest umieszczony nagrobek Melchiora von Hatzfelda (zmarłego w 1658 roku) w kształcie kamiennej tumby z leżącą postacią zmarłego ubranego w strój rycerski ze ścianami bocznymi ozdobionymi płaskorzeźbionymi scenami batalistycznymi. Aktualnie w kościele będą zabudowane barierki.

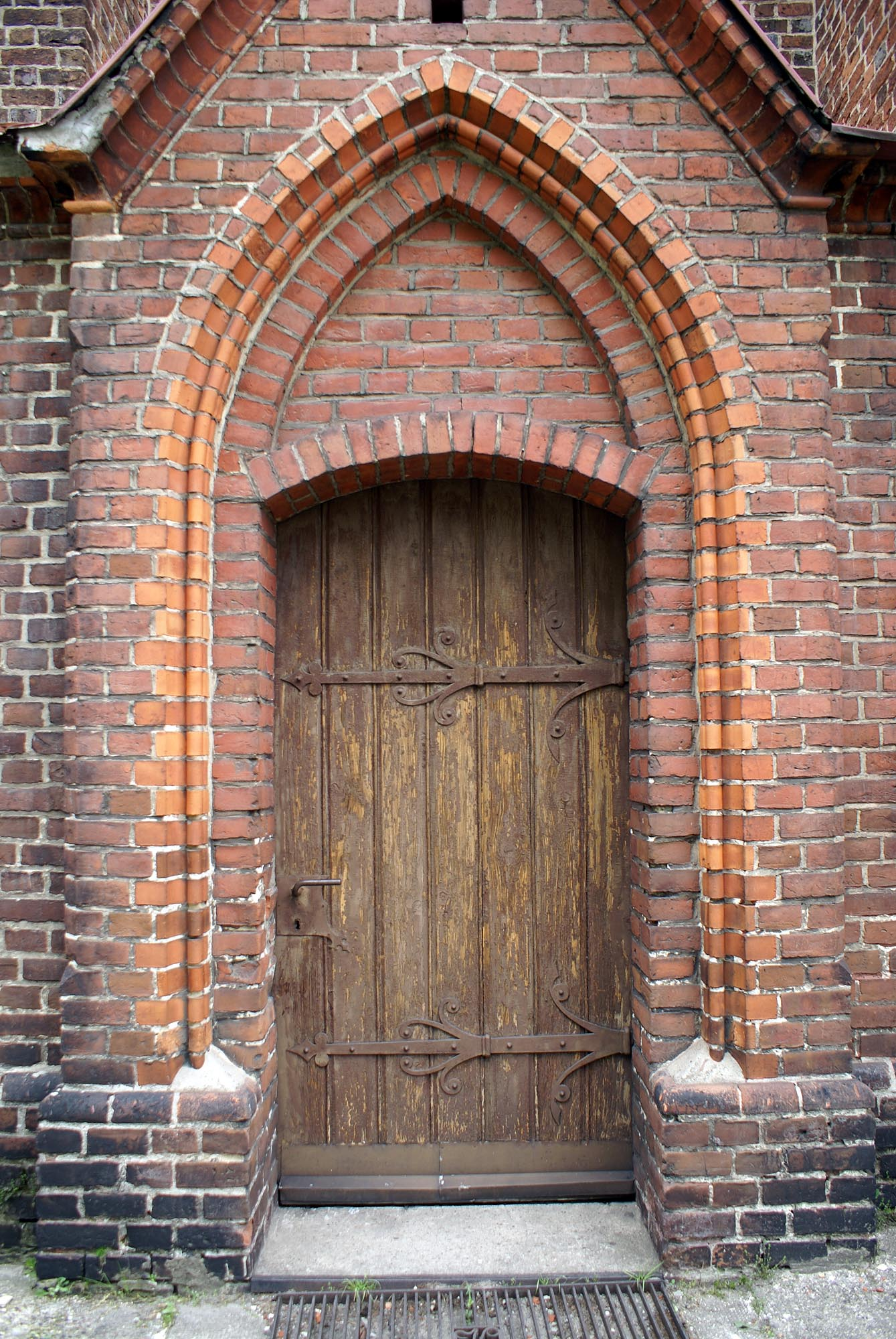
Wejście do świątyni
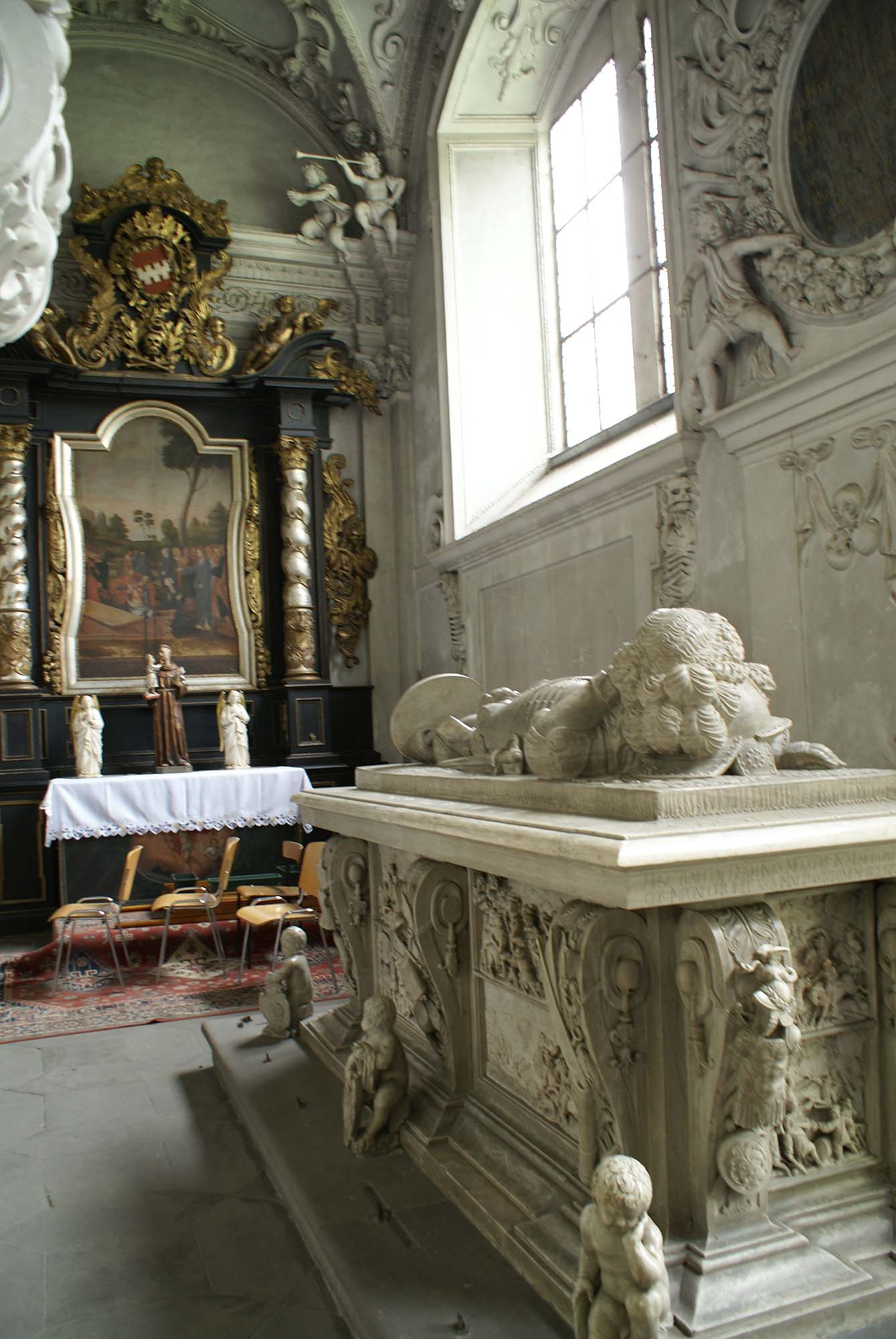
Nagrobek Melchiora von Hatzfelda